# Эсто (Флорида)
Э́сто (англ. Esto) — муниципалитет, расположенный в округе Холмс (штат Флорида, США) с населением в 356 человек по статистическим данным переписи 2000 года.

## География
По данным Бюро переписи населения США, муниципалитет Эсто имеет общую площадь в 6,22 квадратных километров, из которых 5,7 кв. километров занимает земля и 0,52 кв. километров — вода. Площадь водных ресурсов округа составляет 8,36 % от всей его площади.
Эсто расположен на высоте 71 м над уровнем моря.

## Демография
По данным переписи населения 2000 года в Эсто проживало 356 человек, 95 семей, насчитывалось 144 домашних хозяйств и 167 жилых домов. Средняя плотность населения составляла около 57,23 человек на один квадратный километр. Расовый состав населённого пункта распределился следующим образом: 92,13 % белых, 2,25 % — чёрных или афроамериканцев, 3,93 % — коренных американцев, 1,12 % — представителей смешанных рас, 0,56 % — других народностей. Испаноговорящие составили 2,81 % от всех жителей
Из 144 домашних хозяйств в 30,6 % воспитывали детей в возрасте до 18 лет, 50,7 % представляли собой совместно проживающие супружеские пары, в 9,0 % семей женщины проживали без мужей, 34,0 % не имели семей. 31,3 % от общего числа семей на момент переписи жили самостоятельно, при этом 17,4 % составили одинокие пожилые люди в возрасте 65 лет и старше. Средний размер домашнего хозяйства составил 2,47 человек, а средний размер семьи — 3,09 человек.
Население муниципалитета по возрастному диапазону по данным переписи 2000 года распределилось следующим образом: 28,1 % — жители младше 18 лет, 7,6 % — между 18 и 24 годами, 23,3 % — от 25 до 44 лет, 26,4 % — от 45 до 64 лет и 14,6 % — в возрасте 65 лет и старше. Средний возраст жителей составил 37 лет. На каждые 100 женщин в Эсто приходилось 110,7 мужчин, при этом на каждые сто женщин 18 лет и старше приходилось 100,0 мужчин также старше 18 лет.
Средний доход на одно домашнее хозяйство составил 31 667 долларов США, а средний доход на одну семью — 36 563 доллара. При этом мужчины имели средний доход в 30 313 долларов США в год против 15 625 долларов среднегодового дохода у женщин. Доход на душу населения составил 31 667 долларов в год. 15,7 % от всего числа семей в населённом пункте и 12,5 % от всей численности населения находилось на момент переписи населения за чертой бедности, при этом 16,8 % из них были моложе 18 лет.